# Sobaek-Gebirge
Das Sobaek-Gebirge (kor. 소백산맥, Hanja 小白山脈, rev. Sobaek Sanmaek) ist ein Gebirgszug auf der Koreanischen Halbinsel. 
Das Gebirge schließt im Osten an das Taebaek-Gebirge an, von wo aus es sich in südwestliche Richtung erstreckt. Dort bildet das Jirisan-Massiv, mit dem 1915 m hohen Jirisan, das Ende des Gebirges. Weitere Berge sind: Sobaeksan (1439 m), Gayasan (1433 m), Woraksan (1093 m), Songnisan (1058 m), Joryeongsan (1017 m). 
Es gibt dort den Sobaeksan-Nationalpark und den Gayasan-Nationalpark.